# Herb gminy Wielka Wieś

Dawny herb gminy

Herb gminy Wielka Wieś – jeden z symboli gminy Wielka Wieś, ustanowiony 30 czerwca 2009.

## Wygląd i symbolika
Herb przedstawia na tarczy w polu błękitnym trzech świętych w postawie stojącej: pośrodku św. Idzi ukazany w białym habicie z atrybutem w postaci złotej łani, po jego prawej stronie św. Wojciech w czerwonym ornacie i takiejże infule biskupiej, ze srebrnymi przeszyciami, z atrybutami w postaci srebrnego paliusza na szyi i złotego krzyża w prawej ręce, zaś po lewej św. Mikołaj w czerwonym ornacie i takiejże infule, ze srebrnymi przeszyciami, z atrybutami w postaci złotego pastorału w lewej ręce i trzech złotych kul w prawej.
W herbie przedstawiono patronów trzech parafii o średniowiecznym rodowodzie mających siedzibę na terenie gminy. Św. Idzi jest patronem parafii św. Idziego w Giebułtowie, św. Wojciech - parafii św. Wojciecha i MB Bolesnej w Modlnicy, św. Mikołaj - parafii św. Mikołaja w Białym Kościele. Zestawienie tych trzech patronów symbolizuje nie tylko parafian tych trzech parafii, lecz dziedzictwo kulturowe całej gminy.